# Barbarówka (województwo lubelskie)
Barbarówka – wieś w Polsce położona w województwie lubelskim, w powiecie chełmskim, w gminie Dorohusk.
| SIMC    | Nazwa    | Rodzaj    |
| ------- | -------- | --------- |
| 0102373 | Zawoźnik | część wsi |

W latach 1975–1998 miejscowość administracyjnie należała do województwa chełmskiego. 
Wieś jest sołectwem w gminie Dorohusk. Według Narodowego Spisu Powszechnego z roku 2011 wieś liczyła 70 mieszkańców i była 23. co do liczby ludności miejscowością gminy.
Wierni Kościoła rzymskokatolickiego należą do parafii św. Jana Nepomucena w Dorohusku.